# 鲁佩鲁
鲁佩鲁（法語：Rouperroux，法語發音：[ʁupɛʁu] ⓘ）是法国奥恩省的一个市镇，属于阿朗松区。

## 地理
鲁佩鲁（48°32'52"N, 0°5'8"W）面积9.78 平方千米，位于法国诺曼底大区奧恩省，该省份为法国西北部内陆省份，北起顺时针与卡爾瓦多斯省、厄尔省、厄尔-卢瓦省、萨尔特省、马耶讷省和芒什省接壤。
与鲁佩鲁接壤的市镇（或旧市镇、城区）包括：沙安、拉朗德德古、圣埃利耶莱布瓦、洛雷代库沃。

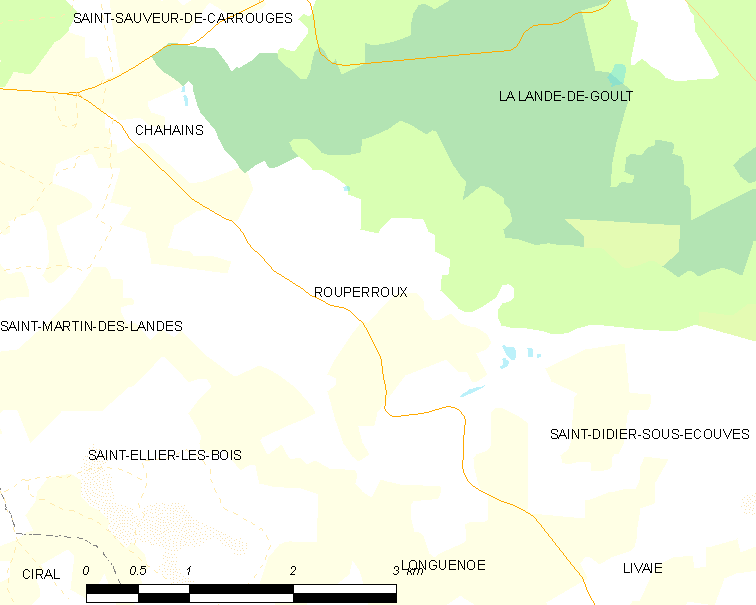
鲁佩鲁的OSM定位图

鲁佩鲁的时区为UTC+01:00、UTC+02:00（夏令时）。

## 行政
鲁佩鲁的邮政编码为61320，INSEE市镇编码为61357。

## 政治
鲁佩鲁所属的省级选区为马尼勒代塞尔县。

## 人口

1962-2008年间鲁佩鲁人口变化图示

鲁佩鲁于2022年1月1日时的人口数量为175人。